# Kurkh-Monolith

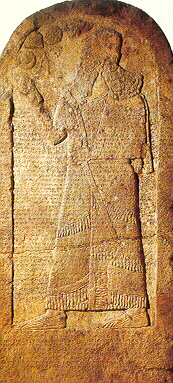
Der Kurkh-Monolith

Der Kurkh-Monolith ist eine Stele, die von den Feldzügen des assyrischen Königs Salmanasser III. in seinen ersten sechs Regierungsjahren berichtet, darunter die Schlacht von Qarqar 853 v. Chr. Die Datierung der Ereignisse erfolgt hier noch nach den Eponymenbeamten, erst später geht Salmanasser zu einer Zählung nach Regierungsjahren (palu) über. Der König verließ demnach Ninive am 13. des Ayyar oder Tammuz (Monatsname beschädigt) und wandte sich nach Bit Adini.
Die Stele wurde 1861 von John George Taylor in Kurkh neben Bismil in der türkischen Provinz Diyarbakır ausgegraben und befindet sich seit 1863 im Besitz des British Museum in London. Die Beschreibung des Monolithen wurde von H. C. Rawlinson 1870 publiziert.